# ناوینکیرخن (آنکلام-لاند)
ناوینکیرخن (به آلمانی: Neuenkirchen) یک شهر در آلمان است که در فرپومرن-گرایفسوالد واقع شده‌است. ناوینکیرخن ۲۲۲ نفر جمعیت دارد.